# Giorgio Vasari
Giorgio Vasari, né le 30 juillet 1511 à Arezzo et mort le 27 juin 1574 à Florence, est un peintre, architecte et écrivain toscan. Son recueil biographique Les Vies des meilleurs peintres, sculpteurs et architectes, particulièrement sa seconde édition de 1568, est considérée comme une des publications fondatrices de l'histoire de l'art.
Artiste aux multiples facettes et homme de lettres au service des Médicis et des papes, il est l'incarnation parfaite de la figure de l'artiste cultivé et polyvalent de la fin de la Renaissance. Peintre au goût maniériste marqué, il fut chargé d'importants chantiers pour les Médicis dont la décoration de la salle des Cinq-Cents au Palazzo Vecchio ou, pour d'autres commanditaires, de la décoration du salon des Cent Jours au palais de la Chancellerie à Rome et de quelques retables du couvent de Santa Croce à Bosco Marengo. Il fut également un architecte important : parmi ses œuvres dans ce domaine figurent le Palazzo della Carovana à Pise et le complexe florentin de la galerie des Offices.
Il est considéré comme le premier historien de l'art de l'époque moderne ; il a posé les bases de la naissance et du développement de la discipline. Son nom, en effet, est inextricablement lié aux Vies, une histoire des trois arts filles du dessin (peinture, sculpture et architecture), axée sur Florence, de Cimabue à son époque, organisée par biographies individuelles d'artistes, publiée en deux éditions en 1550 et 1568. Son modèle de biographie constitue un modèle essentiel auquel la littérature historico-artistique fut confrontée pour le reste du XVIe siècle et pour tout le siècle suivant. Son travail historiographique a déterminé dans de nombreux cas la fortune ou le malheur critique des artistes mentionnés (et surtout exclus). Elle constitue encore aujourd'hui la principale source biographique de nombreux artistes pour lesquels peu de documentation a été conservée.
Basé sur le texte de Vasari sur la nouvelle manière de peindre de Giotto comme une « rinascita » (renaissance), Jules Michelet dans son Histoire de France (1835) suggère l'adoption de son concept, en utilisant le terme « Renaissance » pour distinguer le changement culturel. Le terme a été adopté par la suite en historiographie et est encore utilisé aujourd'hui.
Les archives de Giorgio Vasari conservent une énorme quantité de documents, parmi lesquels une partie des matériaux utilisés par l'historien pour les Vies ainsi que sa correspondance privée avec de nombreux artistes et personnalités de l'époque. Elles sont considérées comme d'une importance historique exceptionnelle. Redécouvertes en 1908, dans les archives de la famille Spinelli et longtemps victimes d'un différend entre l'État italien et les propriétaires, qui les ont cachées ou vendues partiellement en Italie et à l'étranger. Elles sont devenues publiques en 2017 à la suite d'une procédure expropriation menée par le ministère italien de la Culture ; elles sont conservées à la maison de Vasari à Arezzo.
Vasari a également été un précurseur dans la collection de dessins, rassemblant des oeuvres graphiques de nombreux artistes tout au long de sa vie et les organisant, comme une sorte d'histoire illustrée de l'art, dans son Libro de' Disegni. Sa collection, une fois démembrée, passa ensuite entre les mains des plus grands collectionneurs dans ce domaine, parmi lesquels Thomas Howard (14e comte d'Arundel), Pierre Crozat, Pierre-Jean Mariette et Everhard Jabach. Enfin, il est le fondateur, avec Vincenzo Borghini, de l'académie du dessin de Florence, la première académie publique d'art de l'histoire.

## Biographie

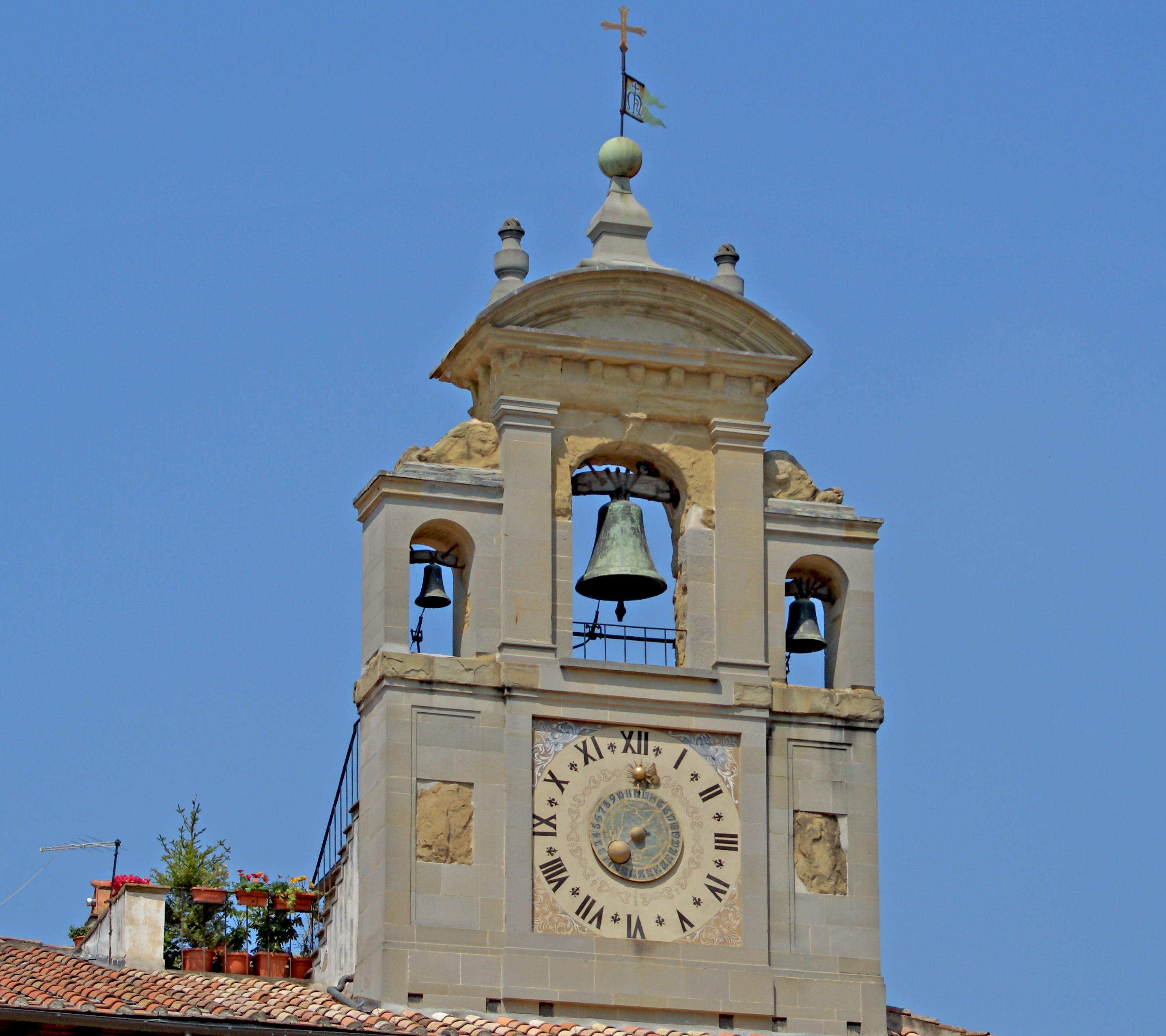
Clocher-mur de la fraternité laïque à Arezzo.

### Jeunesse
Giorgio Vasari nait prématurément à Arezzo en Toscane le 30 juillet 1511 dans une famille modeste, du marchand de textile Antonio Vasari et de Maddalena Tacci. Très jeune, sur la recommandation de son cousin Luca Signorelli, il fréquente à Arezzo l'atelier du français Guillaume de Marcillat, peintre de vitraux de talent, qui a réalisé des vitraux pour la cathédrale San Donato d'Arezzo. À la même période, il suit les cours du polygraphe Giovanni Pollio Lappoli, où il reçoit une première formation humaniste, et s'essaye également à l'architecture, en créant la base de l'orgue de la cathédrale, où il se montre être très sensible aux influences du tombeau de Jules II de Michel-Ange.
En 1524, à l'âge de 13 ans, le cardinal Silvio Passerini, évêque de Cortone, légat de Pérouse et d'Ombrie, de passage à Arezzo, est étonné de le savoir capable de réciter par cœur l’Énéide. Il poursuit ses études à Florence, où il arrive à la suite du cardinal, régent des descendants de la maison de Médicis, le futur cardinal Hippolyte de Médicis, fils de Julien de Médicis (1479-1516), duc de Nemours, et le duc Alexandre de Médicis (1510-1537), fils de Laurent II de Médicis. Introduit par Passerini dans le cercle de la cour des Médicis, il approfondit son éducation humaniste sous la conduite du savant Pierio Valeriano ; il approfondit ses études artistiques auprès d'Andrea del Sarto et de ses élèves Rosso Fiorentino et Pontormo, et de l'académie de dessin de Baccio Bandinelli, artistes qui lui fournissent des outils essentiels, tels que l'expertise en dessin et la capacité de composer une perspective. Au cours des années florentines, dont il se souviendra comme les plus heureuses de sa vie, Vasari rencontre également Francesco Salviati, dont il apprécie l'amitié en raison de leur intérêt commun pour les œuvres de l'Antiquité classique. Les deux hommes visitent Rome entre 1531 et 1532, où ils étudient les monuments antiques, les œuvres de Raphaël, de Michel-Ange et d'autres artistes de la Haute Renaissance romaine, et les grands textes figuratifs de la maniera moderna. Ses propres peintures maniéristes seront davantage admirées pendant sa vie qu'après.

### Les années sombres

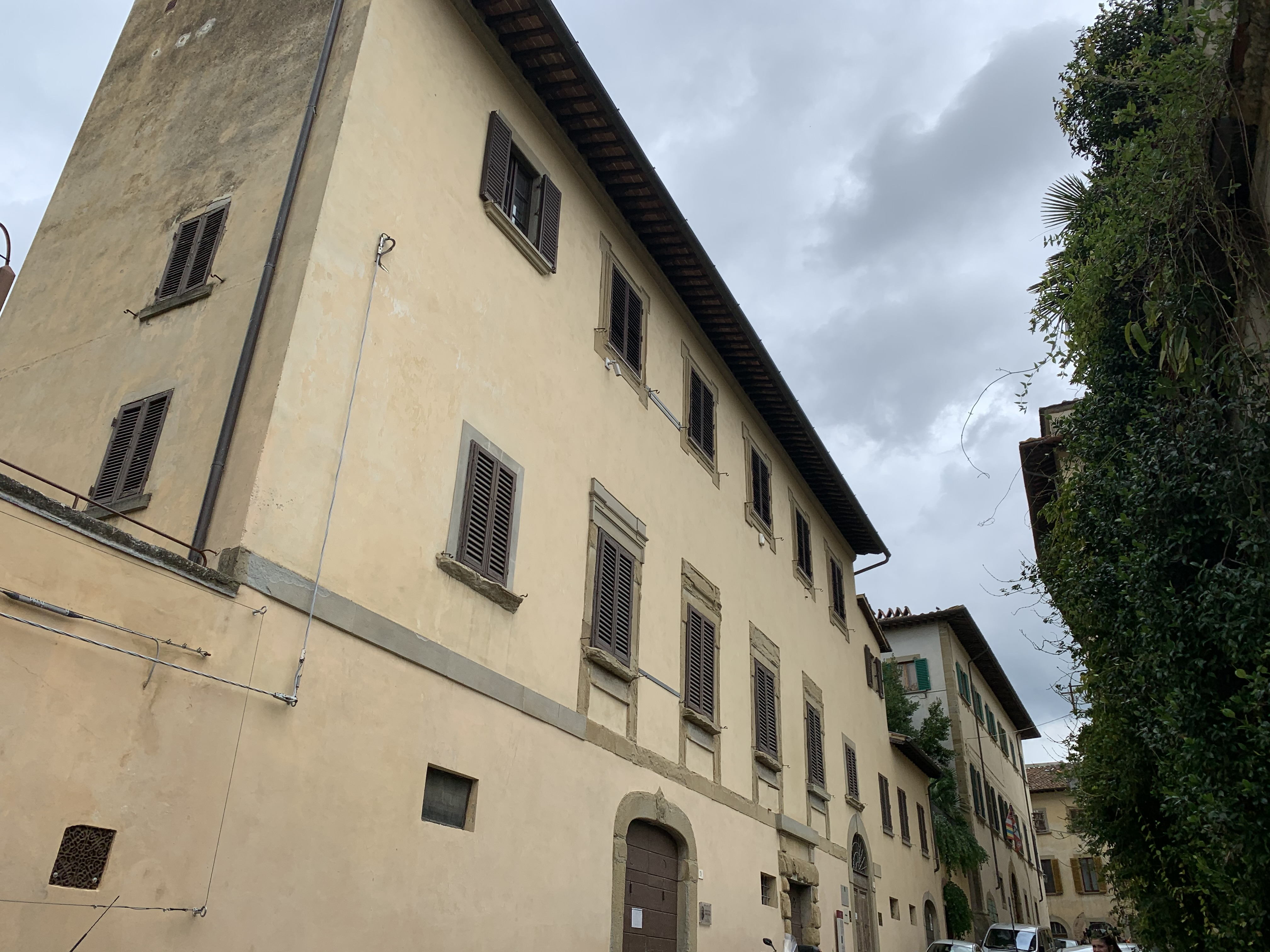
Maison de Vasari à Arezzo.

#### Mort du père
Les années florentines heureuses prennent fin brusquement avec la mort de son père Antonio en 1527 ; Vasari est confronté à une période de pauvreté, se retrouvant soudain dépendant de sa mère et de ses jeunes frères. Pour gagner sa vie, il s'essaie à la création de retables destinés aux couvents et lieux de culte d'Arezzo et des environs. Ces années sont seulement égayées par la rencontre avec Rosso Fiorentino, réfugié à Arezzo pour échapper au sac de Rome (1527) par les troupes des lansquenets. L'expressivité tourmentée et visionnaire des peintures maniéristes de Rosso influencent grandement son style, avec des suggestions qui reviennent dans la composition de la Déposition, peinte pour l'église de la Santissima Annunziata d'Arezzo, et dans le dramatique Christ amené au tombeau.
Avec ses premiers revenus de peintre, la situation économique familiale se stabilise, de sorte qu'il peut enfin construire une petite mais très somptueuse maison au milieu des potagers du Borgo San Vito. Cette demeure, aujourd'hui utilisée comme musée, conserve des fresques d'excellente facture, caractérisées par un récit léger, presque poétique, notamment dans la chambre d'Abraham (c'est-à-dire la salle des mariages).

#### Crise spirituelle

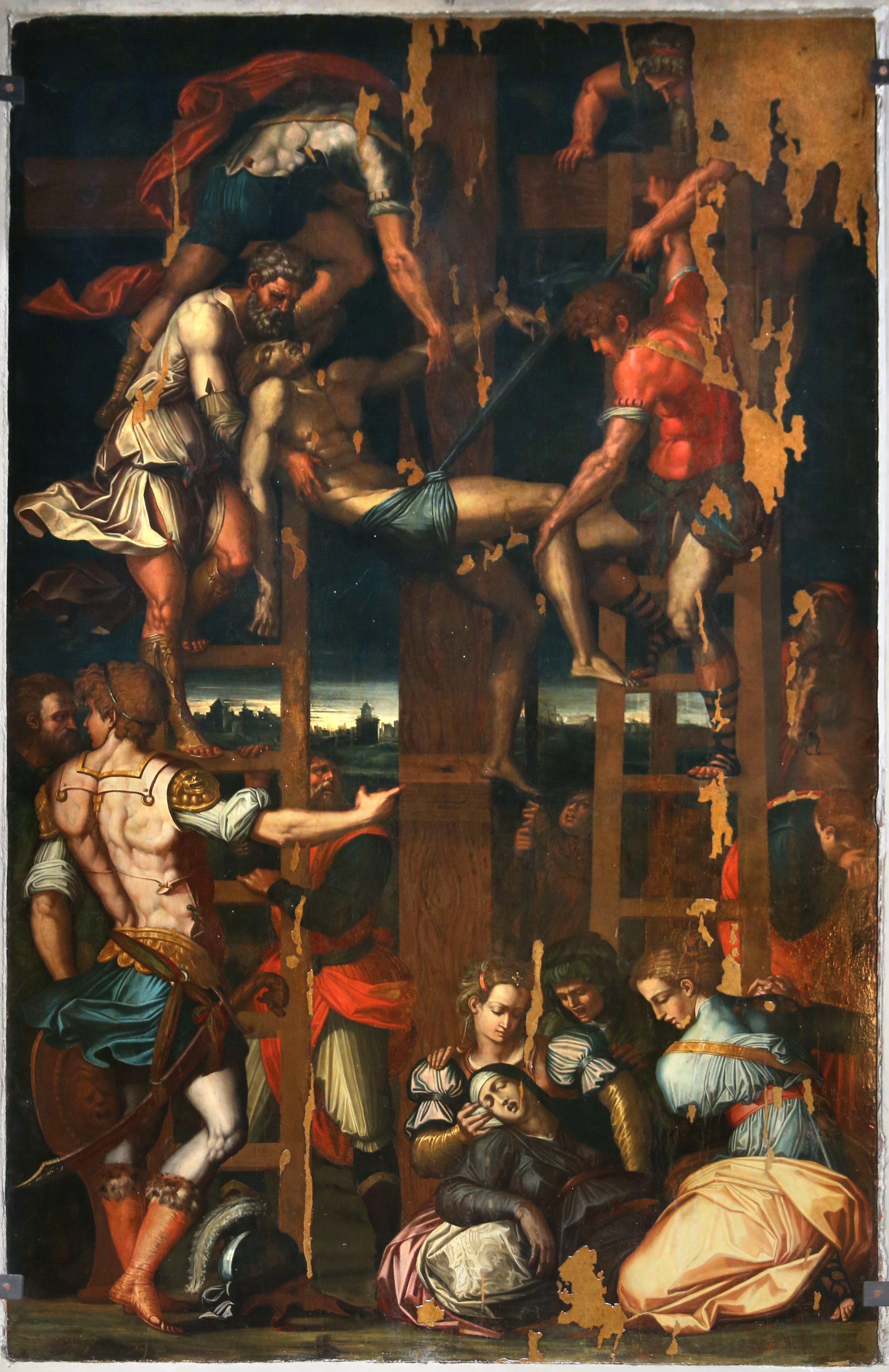
Déposition, 1539, église de la Santissima Annunziata, Arezzo.

Pendant ces années très mouvementées. Vasari commence à ne plus supporter la vie de cour, avec pour conséquence une détérioration de ses relations avec les Médicis ; cette crise de confiance, qui s'est déjà manifestée en 1535 avec la mort du cardinal Hippolyte de Médicis, éclate en 1537 à la suite de l'assassinat du duc Alexandre de Médicis par son cousin Lorenzino de Médicis. Souffrant d'une profonde dépression, Vasari, sur les conseils de Giovanni Pollastra, s'installe à l'ermitage de Camaldoli, où il crée des peintures pour les moines. Cette nouvelle occupation lui permet non seulement de passer plus de temps en plein air, mais aussi de résoudre sa crise religieuse, en menant une expérience presque pétrarquienne de détachement du monde.
Ayant retrouvé la santé dans la solitude de l'ermitage, il décide de s'installer à Rome, où il arrive en février 1538, afin de perfectionner sa technique de peinture sur le modèle antique. Quelques mois après son arrivée, au printemps 1538, il reçoit une invitation d'Ottaviano de Médicis pour retourner à Florence pour se remettre au service de Cosme Ier de Toscane ; Vasari, cependant, refuse résolument, initiant une séparation d'avec les Médicis qui durera jusqu'en 1554.

### Entre Rome et Florence

#### Voyages dans la péninsule italienne

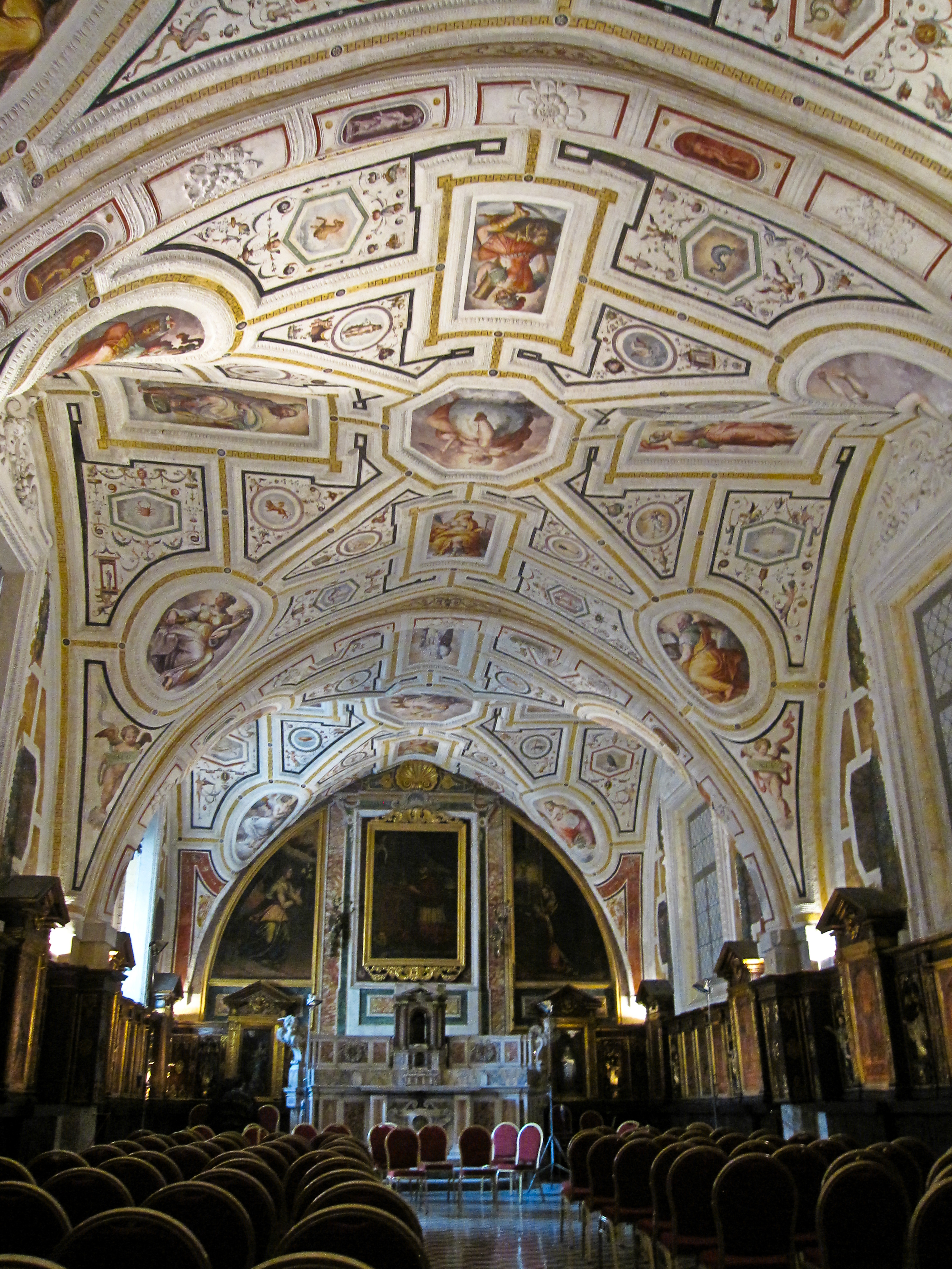
Sacristie de Vasari dans l'église Sainte-Anne-des-Lombards de Naples.

Vasari peut enfin relancer sa carrière artistique, réussissant à surmonter le revers qu'il a subi lors de la mort de ses deux protecteurs, Hippolyte et Alexandre de Médicis. Dans les années suivantes, il séjourne à Naples, Venise (où il réalise les panneaux du plafond du palais Corner Spinelli), Rimini, en Émilie et en Vénétie, et revient régulièrement en Toscane, notamment à Florence et Arezzo. Cette errance continue lui sert également à recueillir des informations sur l'art de diverses villes italiennes, préparant le matériel pour son œuvre la plus célèbre, Les Vies des meilleurs peintres, sculpteurs et architectes. Il travaille très dur à Naples, décorant le réfectoire de Monteoliveto, créant des peintures sur bois pour la sacristie de l'église San Giovanni a Carbonara ; il travaille également sur la cathédrale et la Cappella della Sommaria au Castel Capuano.

#### Le cercle d'Alexandre Farnèse et la première rédaction desVies
Après avoir vécu huit ans comme un vagabond, Vasari, âgé de trente-quatre ans, se rend compte qu'il doit trouver un domicile plus permanent. En octobre 1545, il s'installe à Rome, où, grâce à l'intercession de ses amis Paul Jove et Annibal Caro, il devient le protégé de l'influent duc Alexandre Farnèse (1545-1592), un choix très audacieux, en raison de la politique anti-Médicis menée par la famille Farnèse, qui constituera un obstacle important pour ses tentatives ultérieures de retour à Florence. Vasari décore une salle du palais de la Chancellerie pour le compte des Farnèse, surnommée plus tard « les Cent Jours » en raison du temps qu'il a fallu à l'artiste pour terminer l'œuvre, avec une série de fresques glorifiant les événements marquants du pontificat de Paul III, le grand-père d'Alexandre ; cette œuvre vaut à son auteur une grande renommée et un grand nombre de commandes.
Il arrive dans un environnement riche en stimuli culturels et en ferments littéraires : le cercle d'écrivains réunis autour de la famille Farnèse l'inspire, entre 1545 et 1547, pour composer la première ébauche des Vies, un recueil de biographies d'artistes depuis Cimabue jusqu'à son époque, qui couvre toute la création artistique entre le XIVe et le XVIe siècle. Lors de l'écriture des Vies, il utilise son extraordinaire collection de dessins et d'esquisses d'artistes italiens, dispersée après sa mort. Aujourd'hui, des feuilles éparses de cette collection, connue sous le nom de Libro de' Disegni, se trouvent dans une dizaine de collections publiques.
La première ébauche des Vies est prête en 1547. La même année, il entame une relation amoureuse avec Maddalena Bacci, avec qui il finit par avoir deux enfants illégitimes. Cette relation intense ne se termine pas par un mariage : au contraire, Maddalena épouse un capitaine des milices ducales, tandis que Vasari se marie avec sa sœur, Niccolosa, qui a juste onze ans à l'époque, ,membre d'une des familles les plus riches et les plus importantes d'Arezzo. Compte tenu du jeune âge de la mariée, il accepte en 1550 de retourner à Florence ; il prend la décision de confier l'impression des Vies aux presses de Lorenzo Torrentino et de dédier l'intégralité de l'ouvrage à Cosme Ier de Toscane, espérant ainsi gagner ses bonnes grâces.

### Au service de Cosme de Médicis

#### Architecte de cour

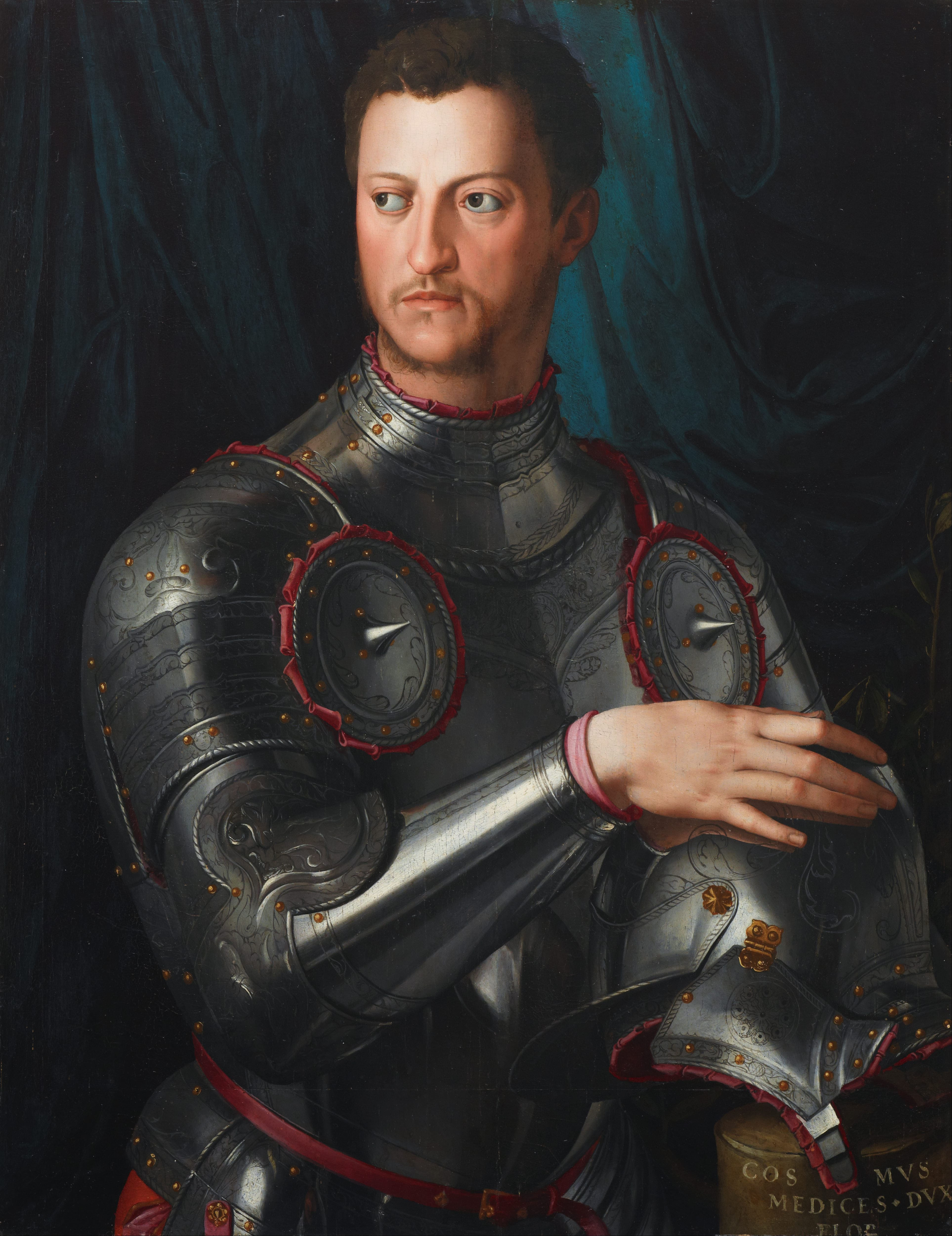
Bronzino, Cosme Ier de Médicis en armure, vers 1545.

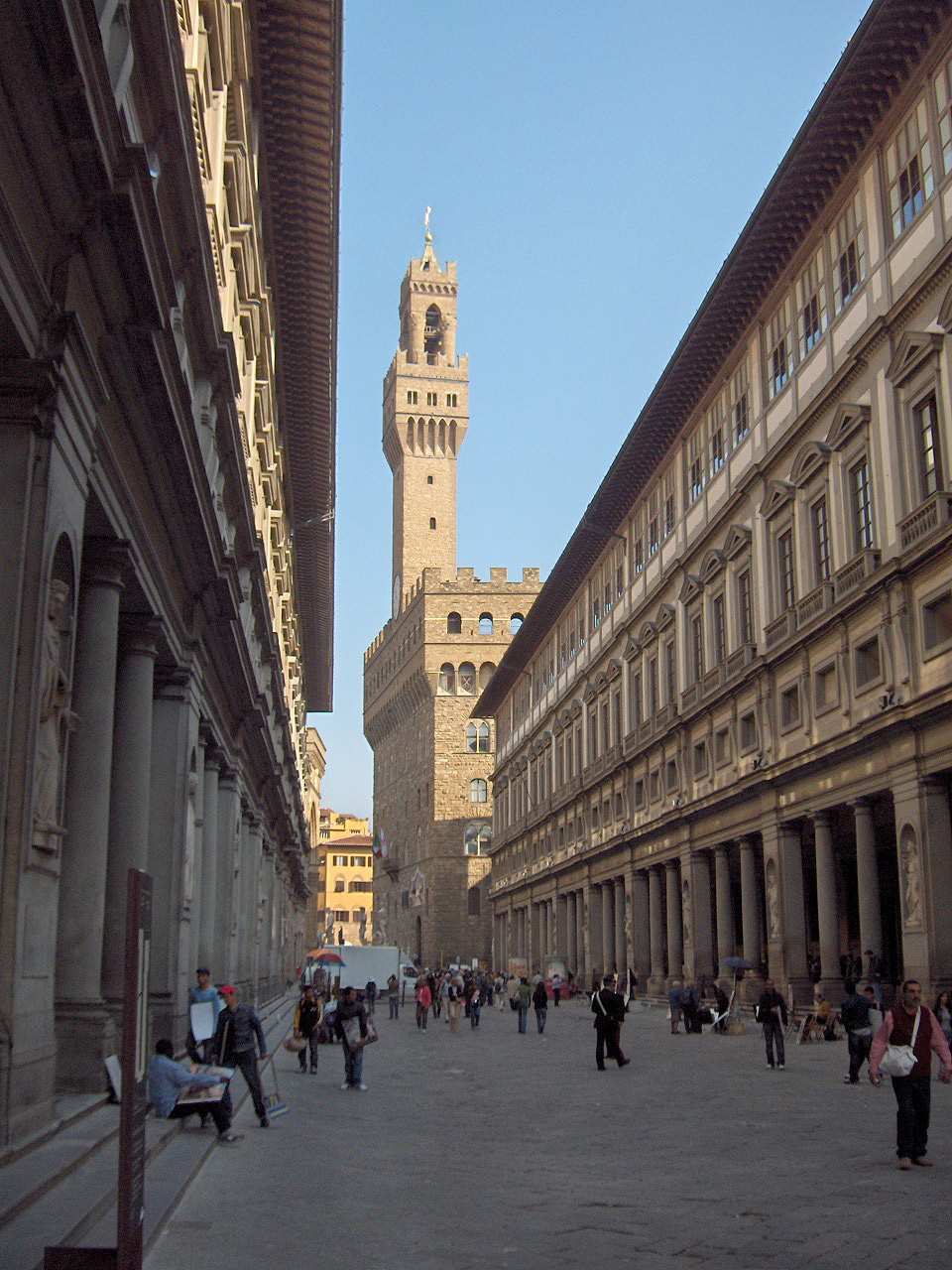
Vue de la Galerie des Offices depuis l'Arno vers le Palazzo Vecchio.

De 1550 à 1553, Vasari séjourne à Rome, où il crée la chapelle Del Monte dans l'église San Pietro in Montorio et la villa Giulia du pape Jules III où il travaille avec Jacopo Barozzi da Vignola et Bartolomeo Ammannati. Poussé par le désir de se libérer de Jules III, petit donneur d’ordre certainement pas à la hauteur de son prédécesseur et d'Alexandre Farnèse, en novembre 1553, il s'installe à Arezzo avec son épouse. Il devient alors l'artiste préféré de Cosme Ier de Toscane, avec qui il noue une amitié vive et durable. Il travaille comme architecte, peintre et scénographe pour le compte du grand-duc, qui, en exploitant son talent, entend donner à Florence un aspect plus approprié, en lui offrant la grandeur d'un siège ducal.
En 1554, Vasari rénove l'ancien Palais de la Seigneurie, le Palazzo Vecchio, qui se trouve dans des conditions de conservation précaires et qu'il envisage de moderniser à l'occasion du transfert de Cosmes et de sa cour. Cosme de Médicis fait également appel à Vasari en 1560, pour construire un complexe immobilier destiné à abriter les bureaux administratifs et judiciaires de Florence, le complexe des Offices (dont le nom « uffizi » souligne la destination originale). La Galerie des Offices, allant du Palazzo Vecchio et débouchant sur l'Arno, ouvrant une vue au bout de sa longue cour étroite, est un exemple unique d'urbanisme qui fonctionne comme une place publique, le Piazzale degli Uffizi, unique rue de la Renaissance avec un seul traitement architectural.
Plusieurs de ses travaux existent encore, du plus important, les peintures des murs et du plafond dans la grande Salle de Cosme Ier du Palazzo Vecchio, datant de 1555, aux fresques inachevées à l'intérieur de la vaste coupole du Duomo, terminées par Federigo Zuccaro et avec l'aide de Giovanni Balducci.
En 1565, il conçoit le Corridoio reliant les appartements grand-ducaux du palais de la Seigneurie à ceux qui en préparation dans le palais Pitti voisin, récemment acheté par Cosme et utilisé comme résidence royale. Il le construit en cinq mois, sur commande de Cosme Ier et inauguré pour le mariage de son fils François. Ce corridor permet aux Médicis de circuler sans escorte et sans descendre dans la rue pour traverser l'Arno par le Ponte Vecchio, tout en admirant les nombreux tableaux qui l'ornent (beaucoup d'autoportraits à partir de Léopold de Médicis) et la ville par ses fenêtres. En mars 1565, il écrit, pour le mariage de François de Médicis et de Jeanne d’Autriche, la Mascarade de la généalogie des dieux, dont il publie le livret.
Au cours de cette période, Vasari fonde l'académie du dessin de Florence en 1563, avec le grand-duc et Michel-Ange comme premiers directeurs de l'établissement et trente-six artistes choisis comme membres. Il dirige la rénovation de la basilique Santa Croce de Florence et de la basilique Santa Maria Novella, transformant le jubé et la chaire dans le goût maniériste de son temps, et dessine le palais de l'ordre de Santo Stefano et le Palazzo della Carovana à Pise.
Il conçoit le tombeau de Michel-Ange dans la basilique Santa Croce, achevé en 1578.

#### Deuxième édition desVies
Entre avril et juin 1566, il poursuit ses pérégrinations à travers l'Italie, visitant l'Ombrie, les Marches, l'Émilie-Romagne, la Lombardie et la Vénétie ; il peut ainsi collecter des informations précises et des éléments visuels et documentaires pour enrichir et réviser les Vies. Cela conduit à la deuxième édition des Vies, publiée par la famille d'imprimeurs florentins Giunta en 1568. L'édition Giuntina présente de nombreux changements : en plus d'inclure l'autobiographie de Vasari, elle s'enrichit en effet de diverses biographies des artistes de l'époque. La révision de la biographie de Michel-Ange, décédé le 18 février 1564, est cruciale, en qui Vasari reconnait l'aboutissement du potentiel expressif de l'art.

### Dernières années
Vasari, qui aura été apprécié pendant toute sa vie, amasse une fortune considérable. Il consacre beaucoup de son temps et de son énergie à décorer les murs et les voûtes de sa maison d'Arezzo. Il est élu au conseil et priori municipal de sa ville natale, et est finalement élevé au titre suprême de gonfalonier.
Alors au sommet de sa célébrité, Vasari reçoit de nombreuses commandes au cours de cette période, dont la création du studiolo de François Ier au Palazzo Vecchio, où François Ier de Médicis a l'intention de rassembler des spécimens ou des objets rares ou bizarres d'histoire naturelle. Il en organise la décoration , plutôt comme directeur des productions artistiques qui doivent y apparaître que comme artiste producteur d'œuvres.
En 1572, Cosme de Médicis lui confie la conception de la Loge d'Arezzo et la décoration à fresque de la coupole de la cathédrale Santa Maria del Fiore avec un Jugement dernier, qu'il commence avec l'aide du peintre bolognais Lorenzo Sabatini. Inachevé au moment de la mort de Vasari, il est achevé par Federico Zuccari. Cette dernière commande conclut la longue et étroite relation d'amitié et de patronage qui lie Cosme à Vasari : le duc décède en avril 1574, et Vasari meurt également à Florence le 27 juin de la même année. Ses restes sont incinérés et conservés dans une urne placée sous le sol de l'église Santa Maria della Pieve (Arezzo).

## LesVies des meilleurs peintres, sculpteurs et architectes

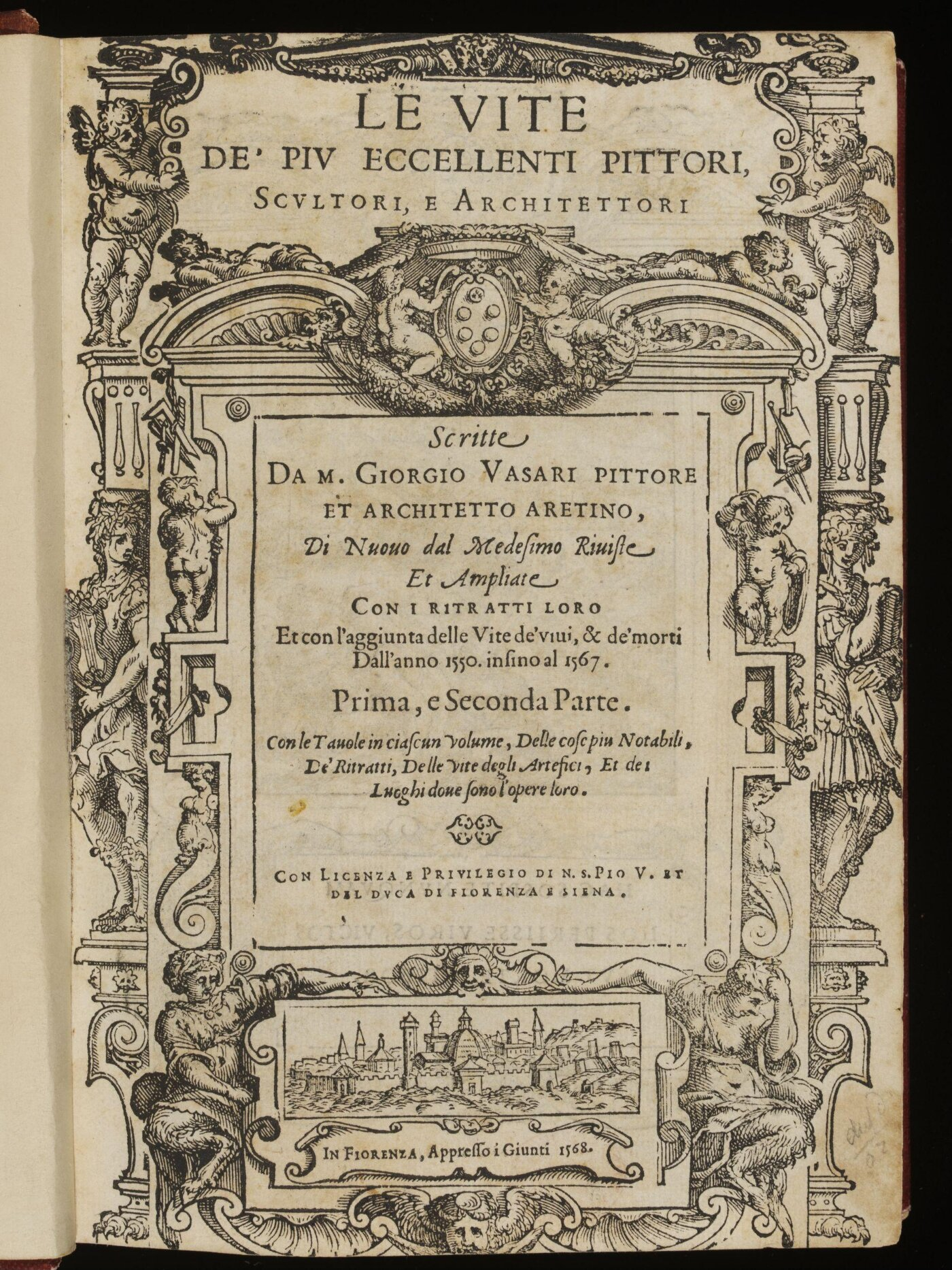
Couverture de Le Vite.

Édité une première fois en 1550, l'ouvrage, aussi désigné sous son nom italien abrégé Le Vite, fait l'objet d'une seconde édition en 1568. La première édition ne comporte que les vies des auteurs décédés au moment de sa rédaction, à l'exception de Michel-Ange. Giorgio Vasari y ordonne les artistes qui l'ont précédé ou qui lui sont contemporains dans une perspective historique. Il rassemble des données, tant sur les artistes que sur leurs œuvres : enquêtes biographiques, catalogues des œuvres, anecdotes et légendes. Il est le premier, dans Les Vies, à utiliser le terme « Renaissance » pour qualifier son époque : rinascimento de la bella maniera incarnée par Raphaël et Michel-Ange dont le but est l'imitation du travail des anciens et qui apparaît selon lui dans la seconde moitié du XIIe siècle).
Cet ouvrage apparaît, aujourd'hui, comme un des éléments fondateurs de l'histoire de l'art. C'est de Vasari que viendrait le terme « gothique », comparant l'étrange architecture du Moyen Âge avec la barbarie du peuple des Goths.
Giorgio Vasari décrit sa propre œuvre dans la deuxième édition des Vies : éd. 1568, t. 3-2, p. 980-1012 (trad. fr. de 1842, t. 10, p. 157-218).
C'est pendant la rédaction des Vies des meilleurs peintres, sculpteurs et architectes que Giorgio Vasari a acquis la collection de dessins qui constitue le Libro de' Disegni. Vasari insiste dans les deux éditions des Vite, de 1550 et 1568, sur l'importance des dessins comme documents permettant de percevoir la maniera des grands maîtres.

## L'architecte

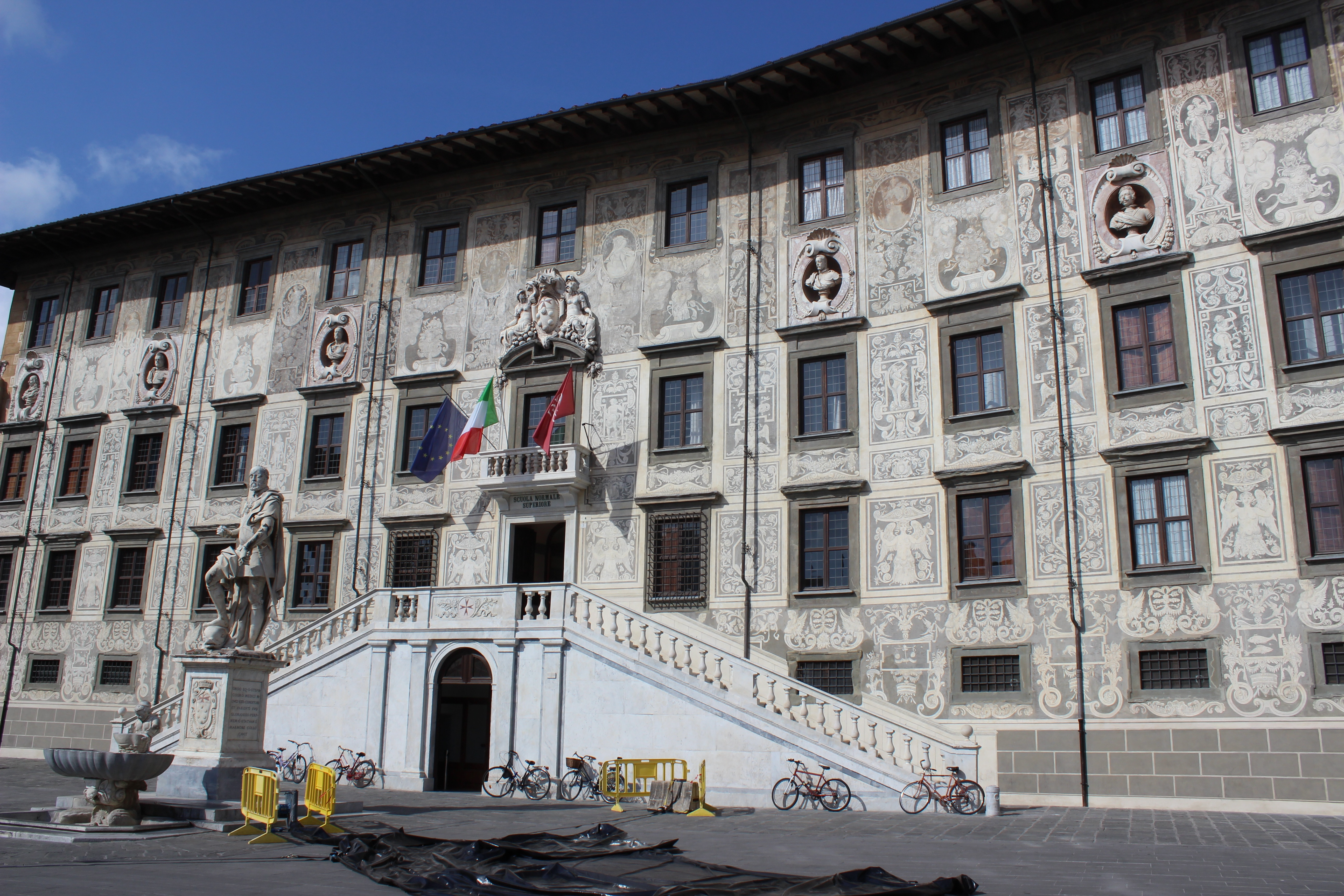
Palazzo della Carovana, Pise.

Sa production architecturale est plus importante que celle de peintre : Vasari est également un architecte remarquable, créant une architecture d'une valeur certaine, dont le complexe des Offices à Florence, et le Palazzo della Carovana à Pise.
Initialement destiné à abriter les treize magistratures dont dépendait l'administration de l'État, le complexe des Offices a une forme en U, avec un carré oblong singulier défini par deux bâtiments parallèles avec des portiques et un plus petit orthogonal au sommet. Les Offices, fondés « sur le fleuve et presque dans les airs », présentent un aspect élégant et sévère, jouant sur le contraste entre le gris de la pietra serena et le blanc du plâtre. Une combinaison d'éléments architecturaux et de décorations contribue à donner luminosité et élan au bâtiment : le portique composé de colonnes et de piliers doriques dans la loggia du rez-de-chaussée, les petites fenêtres carrées insérées entre les consoles aplaties de la mezzanine, les grandes fenêtres-balcons du premier étage, les colonnes et le parapet de la loggia supérieure et enfin le grand débord de toiture.
Le Palazzo della Carovana à Pise est construit entre 1562 et 1564 en rénovant l'ancien Palais des Anziani, qui se trouvait au même endroit. Vasari régularise la façade médiévale non homogène, fusionnant architecture, sculpture et peinture. Il conçoit des graffitis avec des figures allégoriques et des signes du zodiaque pour la façade, exécutés par Tommaso Battista del Verrocchio et Alessandro Forzori, qui ont été repeints aux XIXe et XXe siècles.
En 1562, il construit le dôme octogonal de la basilique Notre-Dame de l'humilité de Pistoia, un exemple important de l'architecture de la Haute Renaissance.

## Le peintre

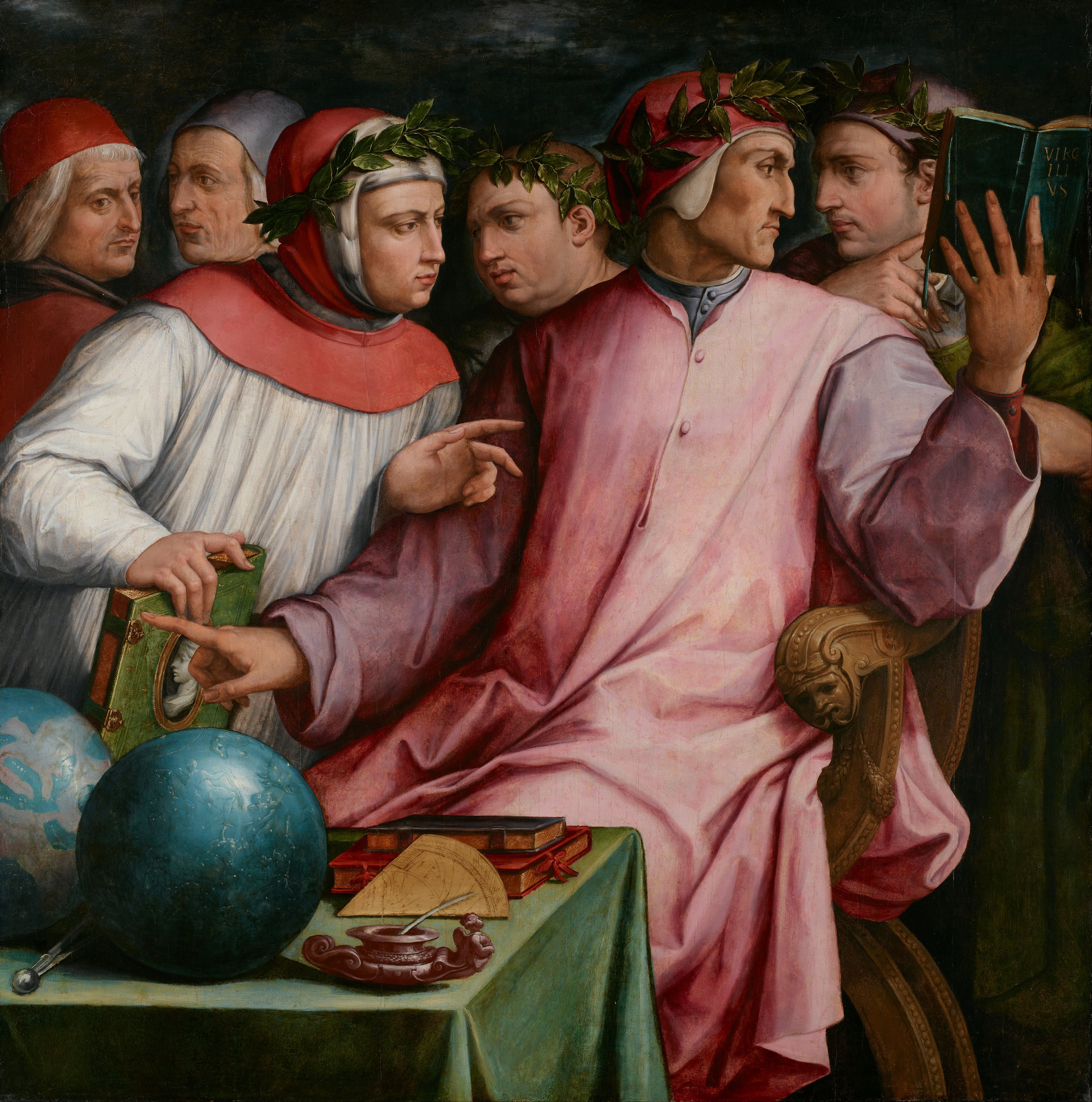
Six poètes toscans, peinture à l'huile, 1544, Minneapolis Institute of Art.

Vasari est un peintre très prolifique, d'une certaine capacité inventive et d'une grande érudition. Il dénote une grande rapidité d'exécution (qui a toutefois été critiquée par Michel-Ange dans les fresques de la salle des Cinq-Cents de la Chancellerie), avec une tendance à répéter les figures, les gestes, les positions, le caractère scénographique en architecture, une tendance plus à la narration qu'à l'expression, mais sans pathos ni inventivité particulière.
Il peut être considéré comme l'un des plus grands maniéristes toscans-romains et en cela il eut une influence particulière à Venise, où il se rendit en 1541 pour créer la production théâtrale de Talanta de Pierre l'Arétin. Il travailla intensément à Florence de 1536 à 1565 pour cette activité de scénographe et d'architecte de théâtre, une expérience particulièrement importante qui a des traces dans sa peinture (par exemple à Rome dans la salle des Cent Jours et dans la Sala Regia du Vatican), mais aussi dans celle de ses collaborateurs, comme Livio Agresti.
Parmi ses élèves ou disciples les plus connus figurent Sebastiano Flori, Bartolomeo Carducci, Mirabello Cavalori (Salincorno), Stefano Veltroni (de Monte San Savino ) et Alessandro Fortori (d'Arezzo).
Pendant plusieurs siècles, sa peinture a été méprisée ; Stendhal le trouve « plat » alors qu'y figurent des foules, des gestes rhétoriques et des visages exaltés et terrifiés. Il a aussi souffert de la comparaison avec Michel-Ange, son maître tant admiré.

## Œuvres

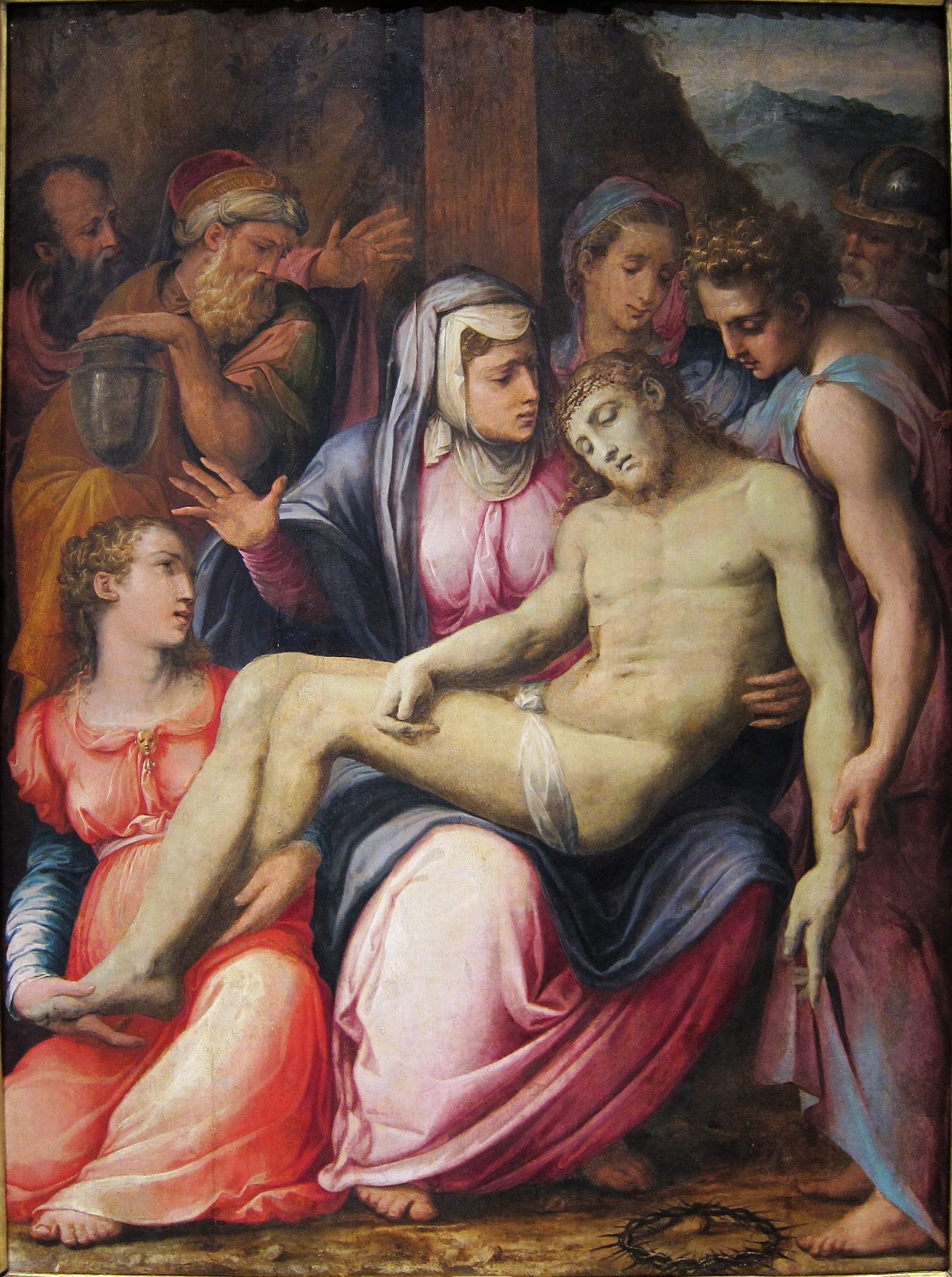
La Déposition de la Croix (vers 1550), au musée de la Chartreuse de Douai.

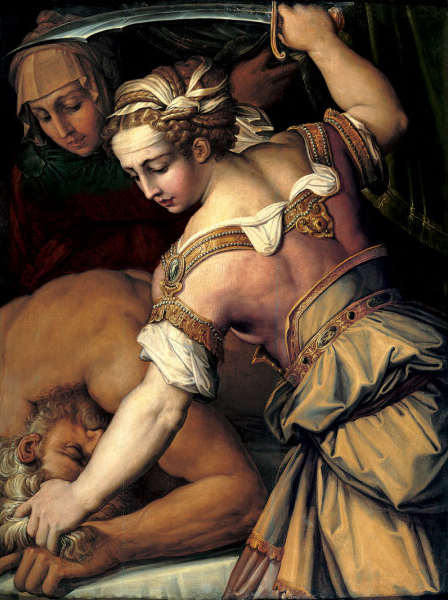
Judith et Holofernes (vers 1554), musée d'Art de Saint-Louis.

- Déposition du Christ (1532), huile sur panneau, 144 × 113 cm, Arezzo, maison natale de Vasari.
- Sainte Famille avec saint Jean Baptiste et saint François d'Assise[18], musée des Beaux-Arts de Bordeaux.
- Portrait de Laurent le magnifique (vers 1534), huile sur panneau, 90 × 72 cm, galerie des Offices, Florence.
- Portrait d'Alexandre de Médicis (vers 1534), huile sur panneau, 157 × 114 cm, galerie des Offices, Florence.
- Le Christ chez Marthe et Marie (1539-1540), huile sur panneau, 404 × 250,6 cm, pinacothèque nationale de Bologne.
- Déposition de la croix (1540 ca), huile sur toile, 311 × 210 cm, Camaldoli, Chiesa dei Santi Donato e Ilariano.
- La Cène de Saint Grégoire le Grand (1540, huile sur panneau, 403 × 255 cm, pinacothèque nationale de Bologne.
- Allégorie de l'Immaculée conception (1541), huile sur panneau, 58 × 39 cm, galerie des Offices, Florence.
- La Tentation de saint Jérôme (vers 1541), huile sur panneau, 169 × 123 cm, palais Pitti, galerie Palatine, Florence.
- La Sainte famille avec saint François (1542), huile sur toile, 184 × 125 cm, musée d'Art du comté de Los Angeles.
- La Justice (1542), huile sur toile, galeries de l'Académie de Venise.
- Allégorie de la Justice, la Vérité et la rumeur (1543), huile sur panneau, 353 × 252 cm, musée de Capodimonte, Naples.
- Venus et Cupidon (vers 1543), huile sur panneau, 131 × 199 cm, Royal Collection, Windsor.
- Le Pape Paul III Farnèse dirige la construction de Saint Pierre (1544 ca), fresque, palais de la Chancellerie, Rome.
- Sainte Famille (vers 1544), huile sur panneau, 177 × 136 cm, musée de Grenoble.
- La Cène (1545), huile sur panneau, 116 × 177 cm, musée des Beaux-Arts et d'Archéologie, Troyes.
- La Rencontre d'Abraham et de Melchisédech (1545), huile sur panneau, 93,5 × 151 cm, musée Calvet, Avignon.
- La Résurrection du Christ (1545), huile sur panneau, 117 × 73 cm, musée Capodimonte, Naples.
- Saint Pierre marchant sur les eaux (1545), huile sur bois, 137,5 x 104 cm, musée des beaux-arts de Dijon[19]
- La Récolte de la Manne (vers 1545)[20], plume, encre brune et lavis brun sur tracé à la pierre noire, H. 0,245 ; L. 0,395 m. Beaux-Arts de Paris. Cette étude est liée au décor du réfectoire du couvent de Sant'Anna dei Lombardi à Naples. Vasari réalise aux extrémités de la pièce deux compositions en forme de lunette : la Récolte de la Manne (Museo regionale di Palazzo Abatellis, Palerme) et un Repas chez Simon le Pharisien (musée de Capodimonte, Naples), achevées en mars 1545. Le dessin des Beaux-Arts a été identifié comme préparatoire à la Récolte de la Manne[21].
- La Nativité (1546 ca), huile sur toile, galerie Borghèse, Rome.
- La Sainte Famille avec sainte Anne et saint Jean (vers 1546), huile sur toile, 82 × 60,5 cm, Kunsthistorisches Museum, Vienne.
- La Déposition de la Croix (vers 1550), huile sur bois, 174 × 130 cm, musée de la Chartreuse, Douai.
- Judith décapite Holopherne (vers 1554), huile sur panneau, 108 × 79 cm, musée d'Art de Saint-Louis.
- La Toilette de Venus (1558), huile sur toile, Staatsgalerie, Stuttgart.
- La Lapidation de saint Étienne (vers 1560), huile sur toile, 300 × 163 cm, Pinacothèque vaticane, musées du Vatican.
- Les Quatre Éléments (vers 1560), Palazzo Vecchio, Florence.
- Les Travaux d'Hercule (vers 1560), Palazzo Vecchio, Florence.
- Salvator Mundi (vers 1561), huile sur bois, 74 × 54 cm, collection Alana (acquisition 2018), Newark (Delaware), États-Unis[22].
- L'Annonciation (1564-1567), bois, 216 × 166 cm, musée du Louvre, Paris. Élément central du triptyque peint pour le maître autel de l'église de Santa Maria Novella d'Arezzo[23].
- Fresques de la Sala del Cinquecento (1565), Palazzo Vecchio, Florence.
- Saint Luc peignant la Vierge (vers 1565), fresque, basilique de la Santissima Annunziata, Florence.
- Autoportrait (vers 1566-1568), huile sur panneau, 100,5 × 80 cm, galerie des autoportraits du Corridor de Vasari, musée des Offices, Florence.
- Le Prophète Élisée, huile sur bois (1566), musée des Offices, Florence.
- La Forge de Vulcain (1567-1568), musée des Offices, Florence.
- Christ dans le jardin de Gestsemani (vers 1570), huile sur panneau, 143,5 × 127 cm, musée national de l'Art occidental, Tokyo.
- L'Adoration des bergers (1570-1571), huile sur panneau, 131 × 69 cm, Chazen Museum of Art.
- Persée et Andromède (1570-1572), huile sur toile, 117 × 100 cm, Palazzo Vecchio, Florence.
- Allégorie des fruits d'automne (vers 1570-1574), huile sur bois, 80 × 80 cm, collection Alana (acquisition 2018) Newark (Delaware), États-Unis[24].
- Le Laboratoire de l'alchimiste (1570 ca), Palazzo Vecchio, Florence.
- Couronnement de la Vierge nommée aussi Pala del Vasari, retable de 1571, 400 × 300 cm, chœur de l'église Sainte-Catherine de Livourne.
- L'Incrédulité de saint Thomas (vers 1572), huile sur panneau, basilique Santa Croce de Florence
- Le Jugement Dernier (1572-74), fresque, 4 000 m2, Florence, coupole de Santa Maria del Fiore.
- Allégories (1545) fresques, sacristie de l'église Sainte-Anne-des-Lombards de Naples
- Crucifixion (1545), église San Giovanni a Carbonara, Naples.
- La Dernière Cène, basilique Santa Croce de Florence.
- Portrait de Pétrarque, Ajaccio, musée Fesch.

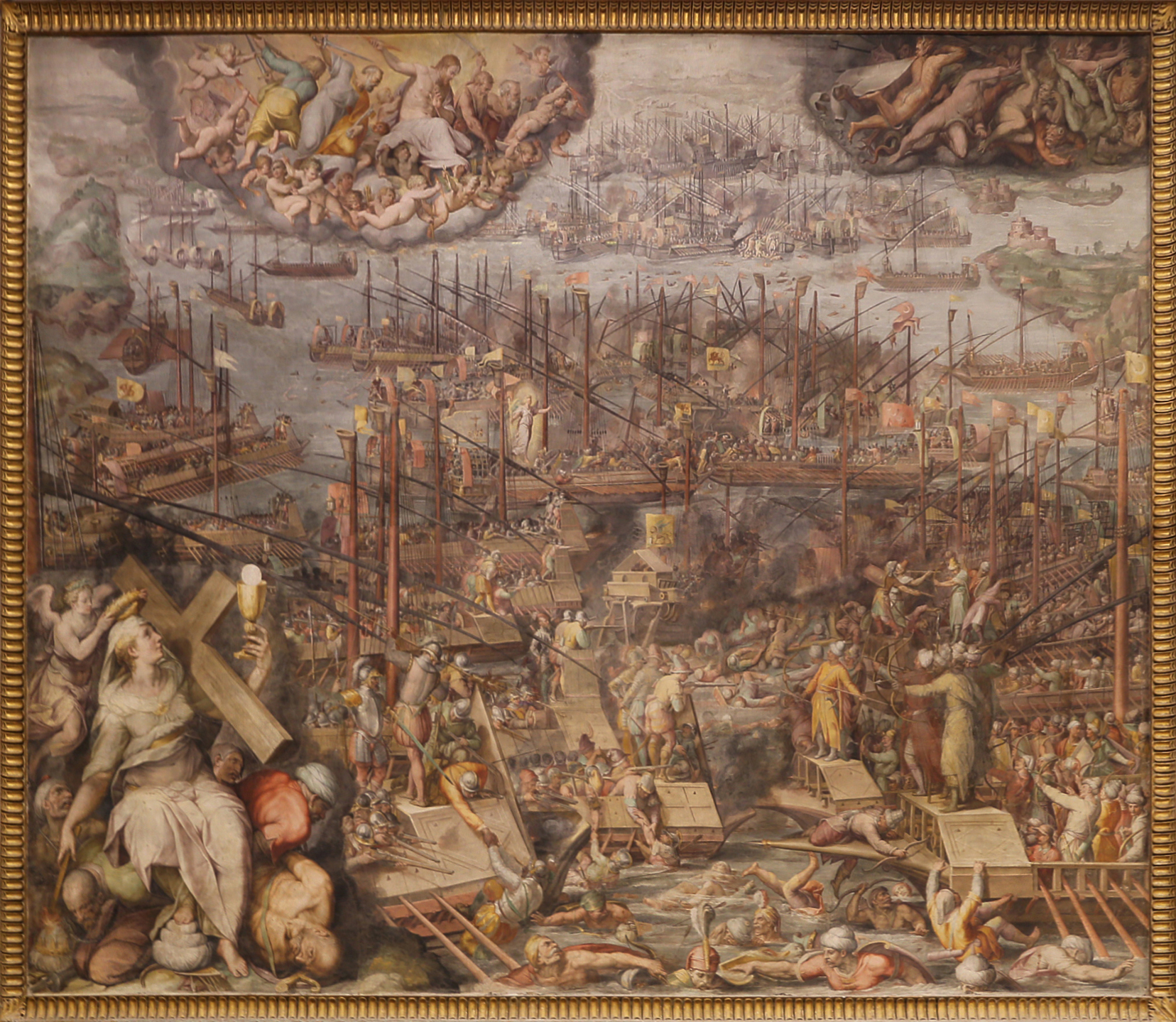
La Bataille de Lépante (1572-1573).
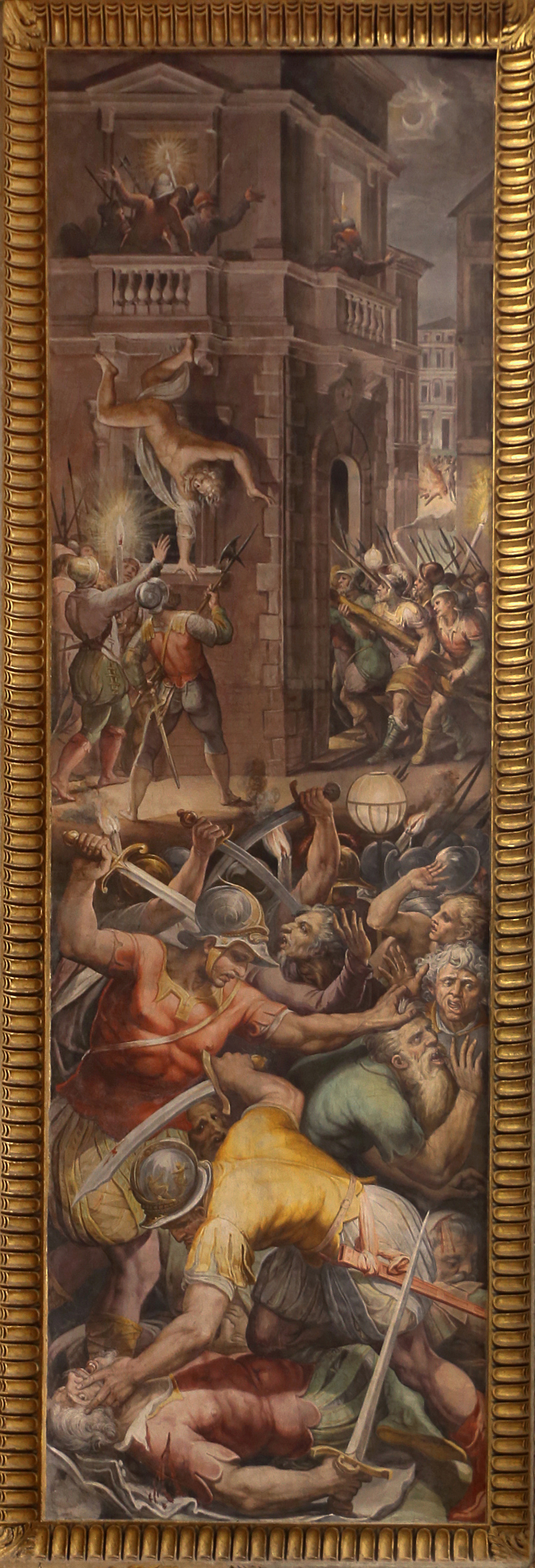
Sala Regia (Vatican) - Massacre de la Saint-Barthélemy (1573).
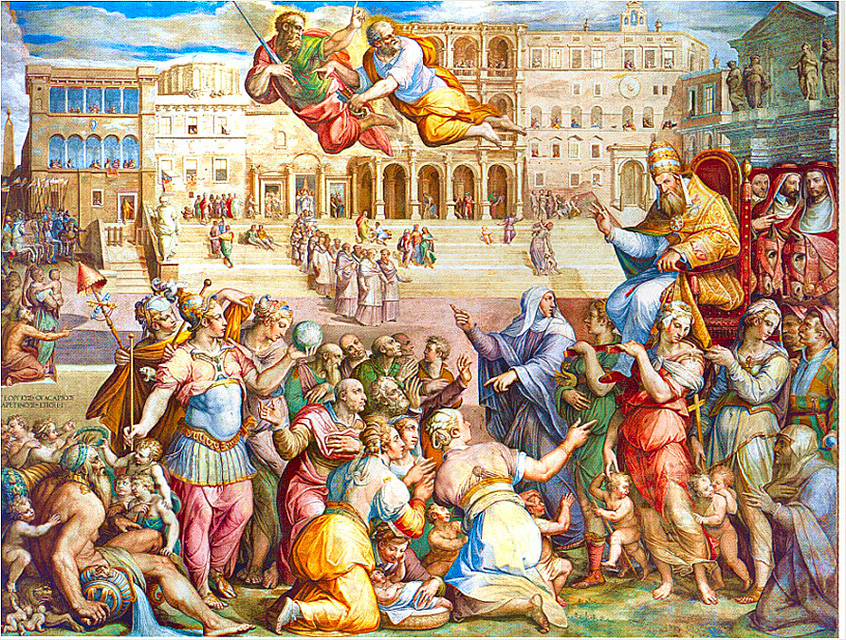
Retour du pape Grégoire XI à Rome.

## Famille

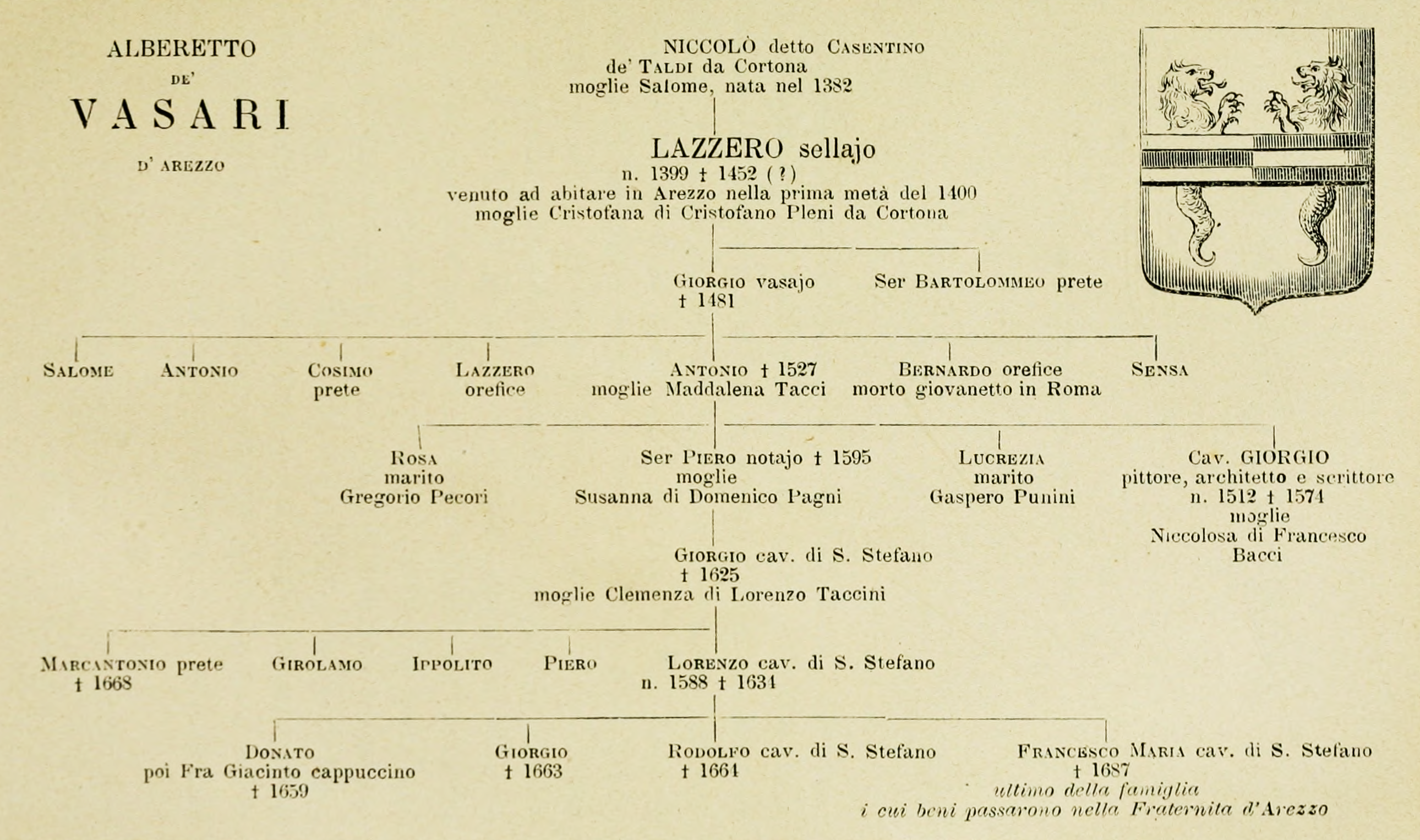
Tableau généalogique de Vasari publié dans l'édition de, 1878.

- Lazzaro di Niccolò de' Taldi (1399-1468), peintre qui a travaillé avec Piero della Francesca, il s'est installé à Arezzo vers 1458, originaire de Cortone, marié à Cristofora Pleni,
  - Giorgio de'Taldi (mort en 1507), potier, a pris le nom de Vasari à partir du nom de son métier, vasaio,
    - Antonio Vasari (mort en 1527 de la peste), marchand de drap, marié à Maddalena de Tacci,
      - Rosa Vasari (1509- ), mariée à Gregorio Pecori
      - Giorgio Vasari (1511-1574), sur le registre des baptêmes de la Fraternité d'Arrezo il est écrit baptisé le 30 juillet 1511 « Giorgio e Romolo figliuolo di Antonio di Giorgio vasaio », marié en 1549 à Niccolosa Bacci (1536-1557), fille de Francesco Bacci, d'une famille patricienne d'Arrezo apparentée au cardinal Giammaria Ciocchi del Monte (1487-1555), devenu le pape Jules III en 1550.
      - Lucrezia Vasari, mariée à Gaspero Punini,
      - Pietro Vasari (1526-1595)[26], notaire, marié à Susanna Pagni,
        - Giorgio Vasari (mort en 1625), marié à Clemenza Taccini,
          - Marcantonio Vasari (mort en 1668), prêtre,
          - Girolamo Vasari,
          - Ippolito Vasari,
          - Piero Vasari,
          - Lorenzo Vasari (1588-1631), cavaliere di S. Stefano,
            - Donato Vasari (mort en 1650), puis Fra Giacinto, capucin,
            - Giorgio Vasari (mort en 1663),
            - Rodolfo Vasari (mort en 1664), cavaliere di S. Stefano,
            - Francesco Maria Vasari (mort en 1683), cavaliere di S. Stefano, dernier représentant de la famille Vasari[27].

    - Bernardo Vasari, orfèvre ou potier, mort jeune,
    - Lazzaro Vasari, potier,
      - Bartolomeo Vasari, potier

## Honneur
L'astéroïde (216757) Vasari porte son nom.

#### Bases de données et dictionnaires
- Ressources relatives aux beaux-arts :   - AGORHA
  - Art Institute of Chicago
  - Art UK
  - Artists of the World Online
  - Bénézit
  - British Museum
  - Collection de peintures de l'État de Bavière
  - Cooper–Hewitt, Smithsonian Design Museum
  - Dictionary of Art Historians
  - Kunstindeks Danmark
  - Musée d'art Nelson-Atkins
  - Musée des beaux-arts du Canada
  - Musée du Prado
  - Musée Städel
  - MutualArt
  - National Gallery of Art
  - Nationalmuseum
  - RKDartists
  - Royal Academy of Arts
  - Sandrart.net
  - Union List of Artist Names
- Ressources relatives au spectacle :   - Les Archives du spectacle
  - European Theatre Architecture
- Ressource relative à la musique :   - MusicBrainz
- Ressource relative à la recherche :   - Persée
- Notices dans des dictionnaires ou encyclopédies généralistes :   - Britannica
  - Brockhaus
  - Den Store Danske Encyklopædi
  - Deutsche Biographie
  - Dizionario biografico degli italiani
  - Enciclopedia italiana
  - Enciclopedia De Agostini
  - Gran Enciclopèdia Catalana
  - Hrvatska Enciklopedija
  - Internetowa encyklopedia PWN
  - Nationalencyklopedin
  - Proleksis enciklopedija
  - Store norske leksikon
  - Treccani
  - Universalis
  - Visuotinė lietuvių enciklopedija
- Notices d'autorité :   - VIAF
  - ISNI
  - BnF (données)
  - IdRef
  - LCCN
  - GND
  - Italie
  - Japon
  - CiNii
  - Espagne
  - Belgique
  - Pays-Bas
  - Pologne
  - Israël
  - NUKAT
  - Catalogne
  - Suède
  - Vatican

#### Autres
- (it) Texte complet des Vite
- (en) Vasari sur Artcyclopedia
- (en) La synthèse biographique du Dictionary of Art Historians, dir. par Lee Sorensen et Monique Daniels, et al., Durham (NC), c. 2009 (avec une très courte bibliographie récente).
- (it) Textes de Giorgio Vasari PDF - TXT - RTF